# Dunbekpijlstormvogel
De dunbekpijlstormvogel (Ardenna tenuirostris van tenui: slank, en rostrum: snavel), in Australië beter bekend als muttonbird (letterlijk: schapenvleesvogel) is de meest voorkomende zeevogelsoort in de Australische wateren en een van de weinige soorten die men op commerciële basis vangt. De toegekende Engelstalige naam muttonbird wekt ook enige verwarring. Hiermee wordt in Nieuw-Zeeland namelijk de grauwe pijlstormvogel (Ardenna griseus) aangeduid, en elders worden hieronder andere stormvogelsoorten verstaan, waaronder de wigstaartpijlstormvogel (pacificus).

## Kenmerken
Dunbekpijlstormvogels zijn relatief plomp gebouwd, donkerbruin tot zwart gekleurd met uitzondering van de onderzijde van de vleugels en met een vleugelwijdte van ca. 1 m. Volwassen vogels wegen ongeveer 500 g. Dunbekpijlstormvogels zijn goede zwemmers met zwemvliezen tussen de tenen. Hun poten staan relatief ver naar achter op het lijf en hun vleugels zijn smal en lang en als zodanig gebouwd op het maken van glijvluchten, waarbij ze snelheden tot wel 75 km/h kunnen bereiken. Deze kenmerken komen het meest van pas bij een leven op open zee, hetgeen inhoudt dat de vogels zich ongemakkelijk op het land voortbewegen en bij windstilte maar moeilijk kunnen opstijgen. Dunbekpijlstormvogels hebben, evenals alle overige Procellariidae, buisvormige neusgaten bovenop hun snavel. De Procellariidae zouden dan ook een van de weinige vogelfamilies zijn met een goede reukzin.

## Verspreiding
De dunbekpijlstormvogel is een trekvogel die in hoofdzaak op kleinere eilanden in Straat Bass en op Tasmanië broedt en die voor de duur van de noordelijke zomer naar het noordelijk halfrond trekt, hoofdzakelijk naar de kusten van het Russische Verre Oosten en Alaska. De soort heeft een uitgestrekt verspreidingsgebied van zo'n 50.000-100.000 km². De wereldpopulatie wordt geschat op tussen de 14 en 30 miljoen dieren.

## Voeding
De dieren voeden zich met krill, pijlinktvissen en vis. Ze verschalken hun voedsel hoofdzakelijk door duikvluchten, door het naduiken van prooien, door prooidieren van het wateroppervlak te grijpen, door het afpakken van prooien van andere carnivoren en door te grondelen. Het zijn goede zwemmers die moeiteloos tot wel tien meter diep kunnen duiken. De haak aan het uiteinde van hun snavel stelt ze in staat hun prooidieren goed beet te houden.

## Voortplanting
Paringsrijpe vogels graven nestholen op plekken met een zandige bodem. Deze nestholen kunnen wel 2 m lang zijn. In sommige gemengde kolonies bestaat er soms felle concurrentie tussen pinguïns en pijlstormvogels bij het begin van het paringsseizoen. Nestkolonies variëren in grootte van enkele honderden paartjes tot meer dan 1 miljoen paren, zoals op Babeleiland in Straat Bass. Net als overige pijlstormvogels legt het vrouwtje één enkel ei in het nesthol. In januari komt het ei uit. Elk van de beide oudervogels voert het kuiken 2 à 3 dagen achtereen en gaat dan weer op zoek naar voedsel en blijft soms tot wel drie weken lang weg. Deze strooptochten kunnen wel 15.000 km beslaan en houden in dat het kuiken soms wel een week alleen is. Pijlstormvogels zetten hun prooidieren om in een olie met een lager gewicht dan dat van de prooidieren zelf. De olie is erg energierijk en vormt derhalve een efficiënte wijze van het vervoer van voedingsstoffen over een lange afstand (bijvoorbeeld van het voedselgebied bij Antarctica naar Tasmanië) naar het wachtende kuiken. Wanneer de kuikens in april uitvliegen wegen ze ongeveer 900 g, hetgeen zwaarder is dan hun ouders. De dieren kunnen tot 30 jaar oud worden en zijn hun leven lang monogaam.

### Kuikenvangst
Op Tasmanië en in het bijzonder op de Furneauxeilanden worden de adolescente kuikens juist op het moment dat ze bijna uitvliegen gevangen om te dienen als voedsel en voor de olieproductie. Tot wel 250.000 jonge dieren op jaarbasis worden zo handmatig uit de nestholen verwijderd. Vooralsnog is de soort echter dermate talrijk dat deze niet als bedreigd wordt aangemerkt.

## De Trek
Iedere zuidelijke winter trekt de pijlstormvogelpopulatie naar de kustzeeën van de Aleoeten en Kamtsjatka. Als op het zuidelijk halfrond de lente aanbreekt, vliegen ze langs de Canadese en Amerikaanse westkust zuidwaarts, waarna ze vanaf Californië de oversteek van de Stille Oceaan wagen, terug naar Australië. In totaal betekent dit een rondreis van een slordige 20.000 km.